# Vallée de la Houille en aval de Gedinne
Vallée de la Houille en aval de Gedinne este o arie protejată (arie specială de conservare — SAC, sit de importanță comunitară — SCI, arie de protecție specială avifaunistică — SPA) din Belgia întinsă pe o suprafață de 3.431,59 ha, integral pe uscat.

## Localizare
Centrul sitului Vallée de la Houille en aval de Gedinne este situat la coordonatele 50°02′38″N 4°53′13″E / 50.043828°N 4.88694°E.

## Înființare
Situl Vallée de la Houille en aval de Gedinne a fost declarat arie de protecție specială avifaunistică în decembrie 2016 pentru a proteja 2 specii de plante și 18 specii de animale. Alte tipuri de protecție:
- sit de importanță comunitară (în octombrie 2002)
- arie specială de conservare (în decembrie 2016)[1][3][4]

## Biodiversitate
Situată în ecoregiunea continentală, aria protejată conține 11 habitate naturale: Ape stătătoare oligotrofe până la mezotrofe, cu vegetație de Littorelletea uniflorae și/sau de Isoëto-Nanojuncetea, Lacuri eutrofice naturale cu vegetație de tip Magnopotamion sau Hydrocharition, Cursuri de apă de la nivel de câmpie la nivel montan, cu vegetație Ranunculion fluitantis și Callitricho-Batrachion, Formațiuni ierboase bogate în specii de Nardus, dezvoltate pe substraturi silicioase în zone montane (și în zone submontane, în Europa continentală), Liziere de ierburi înalte hidrofile de câmpie și de nivel montan până la alpin, Păduri de fag Luzulo-Fagetum, Păduri de fag Asperulo-Fagetum, Păduri de stejar sau de stejar și carpen sub-atlantice și medio-europene de Carpinion betuli, Păduri acidofile de stejar bătrân cu Quercus robur pe câmpii nisipoase, Mlaștini împădurite, Păduri aluvionare cu Alnus glutinosa și Fraxinus excelsior (Alno-Padion, Alnion incanae, Salicion albae).
La baza desemnării sitului se află mai multe specii protejate:
- plante (2): mușchi (Dicranum viride), Trichomanes speciosum
- păsări (11): pescăruș albastru (Alcedo atthis), cocoșul de mesteacăn (Bonasa bonasia), barză neagră (Ciconia nigra), ciocănitoarea de stejar (Dendrocopos medius), ciocănitoare neagră (Dryocopus martius), egretă albă (Egretta alba), șoim călător (Falco peregrinus), sfrâncioc roșiatic (Lanius collurio), viespar (Pernis apivorus), ciocănitoare verzuie (Picus canus), cocoș de mesteacăn (Tetrao tetrix)
- mamifere (1): castor (Castor fiber)
- nevertebrate (2): fluturele-tigru (Callimorpha quadripunctaria), Lycaena helle
- pești (4): zglăvoacă (Cottus gobio), cicar (Lampetra planeri), somonul (Salmo salar), lipan (Thymallus thymallus)

Pe lângă speciile protejate, pe teritoriul sitului au mai fost identificate 10 specii de plante, 7 specii de amfibieni, 8 specii de mamifere, 2 specii de nevertebrate.